# Лункою-де-Жос
Лункою-де-Жос (рум. Luncoiu de Jos) — село у повіті Хунедоара в Румунії. Адміністративний центр комуни Лункою-де-Жос.
Село розташоване на відстані 317 км на північний захід від Бухареста, 25 км на північний захід від Деви, 99 км на південний захід від Клуж-Напоки, 125 км на схід від Тімішоари.

## Населення
За даними перепису населення 2002 року у селі проживали 827 осіб. Рідною мовою 826 осіб (99,9%) назвали румунську.
Національний склад населення села:
| Національність | Кількість осіб | Відсоток |
| -------------- | -------------- | -------- |
| румуни         | 817            | 98,8%    |
| цигани         | 9              | 1,1%     |